# Мізано-ді-Джера-д'Адда
Мізано-ді-Джера-д'Адда (італ. Misano di Gera d'Adda) — муніципалітет в Італії, у регіоні Ломбардія,  провінція Бергамо.
Мізано-ді-Джера-д'Адда розташоване на відстані близько 460 км на північний захід від Рима, 34 км на схід від Мілана, 26 км на південь від Бергамо.
Населення — 2986 осіб (2014).

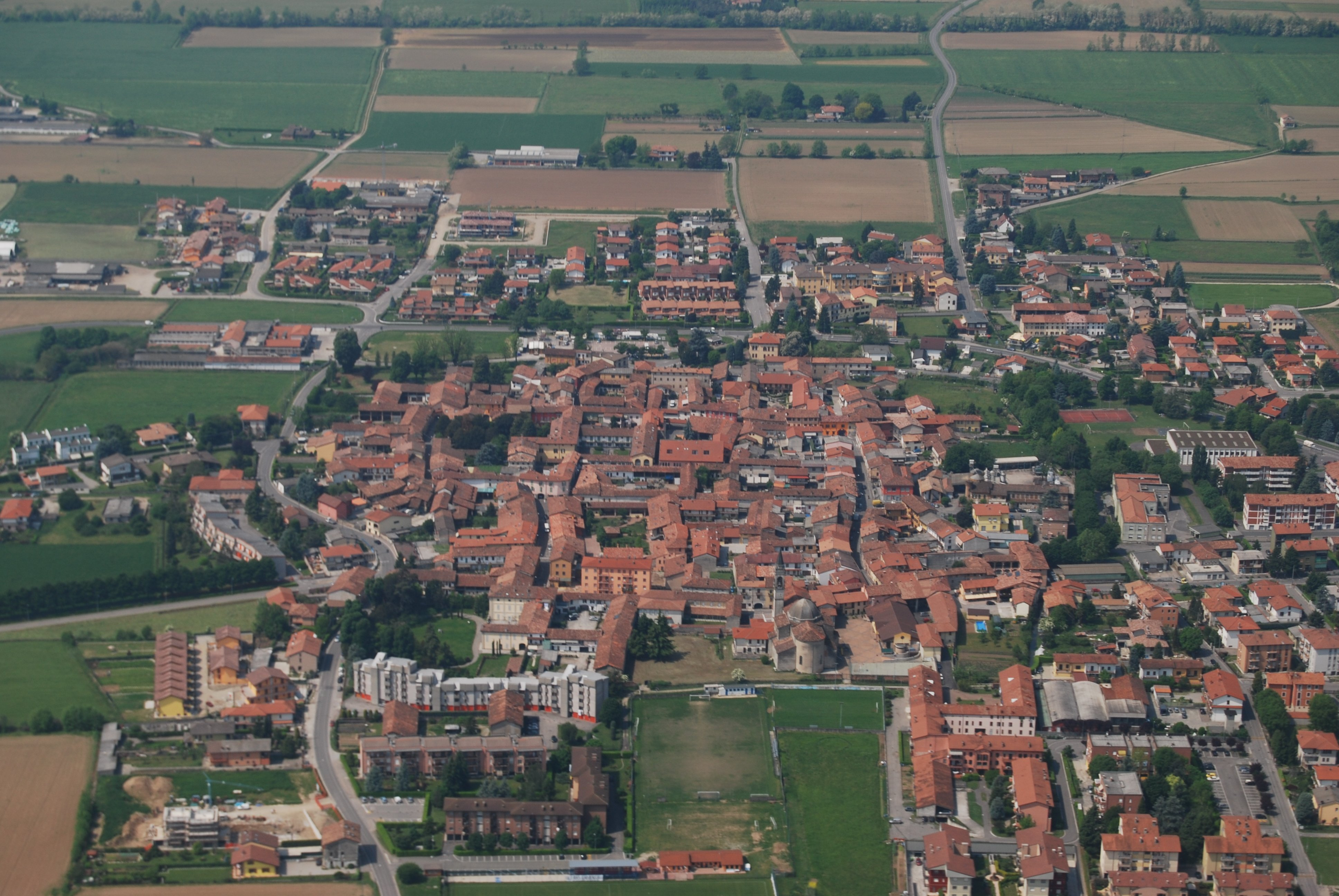

Щорічний фестиваль відбувається 10 серпня. Покровитель — святий мученик Лаврентій.

## Демографія
Населення за роками:

Станом на 1 січня 2023 року в муніципалітеті офіційно проживало 338 іноземців з 28 країн, серед них 80 громадян країн Євросоюзу та 3 громадяни України.

## Сусідні муніципалітети
- Кальвенцано
- Капральба
- Караваджо
- Вайлате